# Paradiarsia
Paradiarsia is een geslacht van vlinders van de familie Uilen (Noctuidae), uit de onderfamilie Noctuinae.

## Soorten
- P. coturnicula Graeser, 1892
- P. glareosa Esper, 1789
- P. herzi Christoph, 1893
- P. littoralis Packard, 1867
- P. punicea (Hübner, 1803)